# Sensemaking
Sensemaking nebo sense-making znamená vytváření smyslu. Jedná se o mentální proces, při kterém se manipuluje s informacemi pro dosažení určitého cíle, vyvstávajícího ze situace nebo potřeby. Části procesu vytváření smyslu je možné provádět s asistencí externích systémů, ať už jsou to lidé, nebo technologie.
Různí výzkumníci uvádějí pojem s pomlčkou i bez, což pomáhá rozlišit jejich přístupy a postoje. Například, Brenda Louise Dervin pojem píše jako “sense-making,” zatímco David M. Russel nebo Karl Weick ho píší jako “sensemaking.”

## Sense-making jako metodologie

### Autorství metodologie
Autorkou Sense-making metodologie je významná americká výzkumnice a profesorka komunikace Brenda Louise Dervin. Sense-making teorií a Sense-making metodologií (dále SMM) profesorka Dervin přispěla k rozvoji oboru komunikační a informační vědy. Byla členkou Mezinárodní asociace pro komunikaci, kde v letech 1985-1987 zastávala funkci první ženské prezidentky. V roce 2006 obdržela od ASIS&T ocenění "Research in Information Science".

### Definice Sense-making metodologie
Brenda Louise Dervin definovala sensemaking jako úsilí jedinců porozumět aspektům života skrz hledání a užívání informací. V rámci setkání Mezinárodní komunikační asociace roku 1983 Dervin prezentovala dokument Přehled sense-making výzkumu (An overview of sense-making research). V dokumentu představila základní definici metodologie sense-making: "[sense-making je] zároveň interní (tj. kognitivní) a externí (tj. procedurální) chování, které umožňuje jedinci konstruovat a designovat vlastní pohyb v časoprostoru." Dvěma hlavními koncepty sense-making jsou vyhledávání informací a užívání informací, jež se definicí liší od pozitivistického pojetí pojmů. V dokumentu se Dervin věnuje kořenům, předpokladům a metodám sense-making.

### Kořeny sense-making
Sense-making staví na kognitivním výzkumu (Bruner, Piaget), filozofii (Bronowski, Kuhn, Habermas), pracích kritických badatelů ze Světového Jihu často spojených s Kritickou teorií (Ascrosoft, Beltran, Rolings), teoretiků se zaměřením na psychologickou teorii (Jackins, Roberts) a teoretiků komunikace studujících komunikaci jako chování. Namísto chápání komunikace jako přenos smyslu mezi jedinci, Dervin studovala komunikaci v širším pojetí jako komplexní chování. "Centrální [...] je myšlenka že komunikační chování je chování vyplňující mezery." Celkově se klade důraz na sense-making jako komunikační chování.

### Základní koncepční premisy[3]
Premisy reflektují několik definic – zejména informace, reality, komunikace a sense-making:
- "...realita není ani kompletní, ani konstantní, ale spíše plná zásadních a všudypřítomných nespojitostí a mezer."
- "...informace není věc existující nezávisle a externě lidským jedincům, je to spíše produkt lidského pozorování."
- "...hledání a užívání informací jsou považovány za "konstruující" aktivity - jako osobní vytváření smyslu. Předpokládá se, že každá informace je jednoduše smysl vytvořen jednotlivci ve specifických bodech v časoprostoru. Některé "informace" jsou schváleny a označený jako fakt, alespoň na danou dobu. Jiné jsou kontroverzní a označené za "názor" nebo "klam" v závislosti na socio-politickém kontextu a/nebo benevolentnosti pozorovatele."
- "Sense-making předpokládá, že efektivní "kroužení reality" je nejen žádoucí (tj. hodnotné), ale i potřebné, vezme-li se v potaz značné množství evidence dokazující, co se stane systémům, které nejsou schopny zhodnotit měnící se realitu a flexibilně na ni reagovat."

### Sense-making model
SITUACE-MEZERY-UŽITÍ
Tento model byl vytvořen na základě koncepčních předpokladů. Situace jsou definovány jako časoprostorové kontexty, ve kterých je smysl vytvořen. Je to moment, kdy si jedinec uvědomí potřebu či nedostatek informace. Specifika situací mohou být různě popsány a studovány pro dosažení přesnějšího pochopení, kdy a jak informační potřeby vznikají. Mezery jsou chápany jako místa k vyplnění, často uváděny jako informační potřeby nebo otázky, které vznikají při konstruování smyslu a pohybu v časoprostoru. Užití jsou definovány jako způsoby, kterými jedinec nově vytvořený smysl používá. Mohou být děleny na informační pomoc a informační bariéru. Získání a použití informace pro překročení mezery může uspokojit informační potřebu, nebo naopak tvořit další překážky a otázky.

### Metody sběru dat
Jako součást sense-making přístupu byly vyvinuty čtyři techniky užívané při výzkumných rozhovorech.  Časová osa mikro-momentů se soustředí na každý krok, který respondent podnikl v rámci daných dimenzí SITUACE-MEZERY-UŽITÍ modelu. Tyto kroky jsou následně podrobně analyzovány. Řetězení přínosů nebo bariér sleduje hledání a užívání informací a definuje každý krok na základě toho, zda informace respondentovi pomohla posunout se vpřed, nebo tento posun jakkoliv ztížila či přerušila. Uzavřený sense-making rozhovor se soustředí na pečlivou analýzu jediné vybrané situace. Poslední technikou je využití Carterovy metody pro identifikaci takových momentů při čtení zprávy, při kterých respondentovu vyvstanou otázky.

### Výsledky užití Sense-making metodologie
Sense-making metodologie byla aplikována na mnoho různých kontextů a upravena tak, aby nejlépe sloužila záměru výzkumných studií. Příkladem využití jsou  rozhovory s pacienty, kteří podstupují léčbu rakoviny, nebo rozhovor se studentem, který pochází z minoritní skupiny, o těžké osobní situaci. Používání SMM bylo popsáno jako metodologie s pozitivními výsledky. Dokument z 1983 přednášky Brendy Louise Dervin identifikoval tři praktické výstupy plynoucí ze sense-making přístupu: neutrální dotazování, informační leták a noviny o dobrých zprávách (Good News News Paper).
- Neutrální dotazování je forma mezilidské komunikace, která se soustředí na bezobsahové otázky s otevřeným koncem. Dokument porfesorky Dervin používá pro ilustraci efektivity metody svědectví referenčního knihovníka: "Díky neutrálnímu dotazování jsem byl schopen během dvou minut zjistit to, co by při tradičním přístupu k referenčnímu pohovoru trvalo více než 15 minut.”
- Informační leták je založen na koncepčních předpokladech sense-making a prezentuje informace způsobem, který jedincům pomáhá získat informace a zároveň se ukotvit v časoprostoru.
- Noviny o dobrých zprávách byly vytvořeny na základě vytrvalého soustředění na dobré užití informací.

## Sensemaking jako proces
Jedním z výzkumníků popisujících sensemaking jako procesu je Daniel M. Russell, "cestující, svobodný učenec." Svou prací přispívá do výzkumu HCI (Human Computer Interaction), vyhledávání informací a také spolupracuje s organizací Google. Píše blog, na kterém sdílí své poznatky, studie a názory.

### Pojetí sensemaking
Daniel M. Russell definoval R roku 2012 sensemaking jako "proces chápání velkého/komplexního množství dat, charakteristický užitím externích reprezentací jako paměťové a odvozovací pomůcky." Zdůraznil vnímání sensemaking jako souhrn veškerého chování spojeného s vyhledáváním a využíváním informací v různých kontextech. Na příkladu z oboru matematiky vysvětlil reprezentace v sensemaking: Einstein rekonstruoval Newtonovy zákony (které lze vnímat jako reprezentace, skrz které popsal čas a pohyb) tak, aby obsahovaly nové informace a dotvořily přesnější odraz skutečnosti. Dále zmínil Wikipedii jako příklad kolektivního sensemaking, užití Google spreadhseets pro vytváření jednoduchých reprezentací dat, a alternativní způsob vývoje Apple produktu skrz komiks.

### Struktura nákladů sensemaking
Russell a kol. (Stefik, Pirolli, Card) roku 1993 napsali studii, která definovala sensemaking jako "proces hledání reprezentací a zakódování dat do této reprezentace za účelem získat odpovědi na otázky specifické pro zadaný úkol." Jinými slovy, je to "formování a práce se smysluplnými reprezentacemi za účelem poskytnout porozumění a následně jednat." Je navržen třísložkový proces nazvaný smyčka sensemaking:
1. Hledání dobré reprezentace – hledání nejviditelnějších rysů datasetu pro konstrukci reprezentace, proces zvaný generační smyčka
2. Konkretizace reprezentace – informace jsou zakódovány do stávajících reprezentací v procesu zvaném smyčka pokrytí dat
3. Posun reprezentace – v případě nesprávných či chybějících dat je reprezentace změněna v procesu smyčka reprezentačního posunu

Zkonkretizovaná schémata z druhého kroku (obsahující skutečná data) se nazývají "encondons." Změny a vylepšení reprezentací má za cíl snížit náklady na provoz úkolu. Vytváření reprezentací, schémat a shluků dat má své náklady - zefektivnění těchto procesů tyto náklady sníží. Jeden možný způsob zefektivnění je externalizace procesů, využití externích systémů, jako například technologií.

## Sensemaking v organizacích nebo při organizaci
Průkopníkem teorie sensemaking v organizacích je sociální psycholog Karl Weick. Absolvoval organizační psychologii na Ohio University, po čemž se soustředil na výzkum sensemaking. Pracoval na mnoha univerzitách, a v roce 1988 se stal profesorem organizačního chování a psychologie na University of Michigan. V té době se začal více zaměřovat na sociální psychologii.

### Teorie Karla Weicka a její aplikace

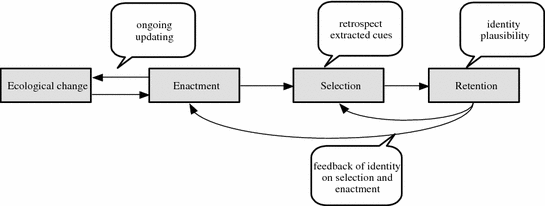
Sensemakíing theory construction

Weickova teorie je zakotvená v kognitivním postoji, který zdůrazňuje mentální procesy zapojené do tvoření smyslu z neurčitých a nejistých situací, a také vyzdvihuje roli vnímání, interpretace a retrospektivní analýzy. Vychází z interpretivismu a konstruktivismu a jako účel stanovuje redukci nejednoznačnosti v aktivně vytvořených prostředích, skrz procesy jako retence, selekce, "enactment" (aktivní participace jedince na vytváření okolí) a ekologická změna. Zdůrazňuje retrospektivní konstrukci smyslu účastníků procesu organizace, poháněnou obavami o identitě. Weick vidí organizace ne jako fixní struktury, ale jako stále se vyvíjející konstrukty jež reagují na interní a externí podněty. Aplikacemi Weickovy teorie jsou studie o kolektivním vědomí organizací, užití sensemaking při armádním plánování, a rozpad sensemaking při katastrofách jako při Mann Gulch katastrofě. Text Weicka z roku 1993 "analyzuje smrt 13 mužů při požáru Mann Gulch v Montaně, aby ilustrovala rozpad smyslu a diskutuje o tom, jak může být organizace odolnější." Tato teorie byla také aplikována na zdravotní prostředí a zdůrazňuje kritickou roli konverzací pro efektivní vytváření smyslu.

### Rysy Weickovy Teorie[12]
“Jako koncept je sensemaking odlišné od interpretace, protože se nezajímá pouze o to, jak jsou text nebo informace čteny a pochopeny, ale i o to, jak jsou konstruovány (Weick, 1995). Weick identifikoval sedm rysů sensemaking, které tento proces odlišují od podobných procesů jako [...] pochopení nebo interpretace.” Sensemaking, podle Weicka, je individuální, retrospektivní, aktivní, sociální, neustálé, ovlivněné známými informacemi a pravděpodobné.
Je individuální, protože sensemaking, tedy tvoření smyslu, začíná u tvořitele. Vytváření smyslu z okolního světa úzce souvisí s identitou tvořitele a jeho chápáním sebe samotného. Naše koncepce identity je neustále v pohybu, neustále přepracovávána v procesu zahrnování nových zkušeností, individuálních i mezilidských. Jak v dané situaci vnímáme sami sebe ovlivní, jak ze situací a z informací získaných skrz interakce s ostatními vykonstruujeme smysl.
Sensemaking je retrospektivní, protože zahrnuje přiřazení smyslu činnostem, což je proces ze své podstaty vázán na ukončení těchto činností. Weick užívá metafory “proud zkušenosti.” Zatímco zkušenost probíhá, plyne nepřetržitě. Jakmile se jedinec pokusí o přiřazení smyslu, segmentuje nepřetržitý proud zkušenosti na jednotlivé, odlišné události za použití značkování a ohraničování. Tento značkovací a ohraničující proces se vyskytuje pouze zpětně, tedy retrospektivně, když jedinec reflektuje své zkušenosti.
Weick pro vysvětlení aktivního komponentu používá anglický výraz “enact” (v češtině “uzákonit, “nařídit”) který v kontextu sensemaking zdůrazňuje aktivní účast při tvorbě vlastního okolí skrz konstantní interpretaci. Lidé mají aktivní roli v reakci na a v ovlivňování jejich prostředí, spíše než pasivní. Tento aktivní aspekt podkládá dynamický a reciproční vztah mezi jedinci a okolím.
Sensemaking je sociální, protože jeho procesy jsou ovlivněny ostatními jedinci, ať už reálnými či imaginárními. Při interpretaci světa kolem nás zvažujeme co nám ostatní říkají, a to, co věříme že si myslí nebo od nás očekávají. Sociální hledisko sensemaking je například pro přistěhovalce jeden z klíčových aspektů. Jejich sociální vazba k zemi původu a k zemi, do které se přistěhují, může výrazně ovlivnit způsob, kterým přiřazují smysl sobě a svým pracovním příležitostem.
Sensemaking je neustálé, protože lidé jsou konstantně ponořeni v proudu aktivit a konstantně přiřazují smysl sobě i svému okolí. V tomto proudu činností izolují situace nebo signály, aby informovali tvorbu smyslu a získali pocit srozumitelnosti. Tento nekončící proces naznačuje, že interpretace nejsou statické, ale přizpůsobují se s každým dalším momentem. Tak jako sociální aspekt, tato nekonečnost zdůrazňuje věčný dialog jedince s okolím. Jedinci při interpretaci pokračujících zkušeností také konstruují dynamický narativ, který je ovlivněn neustálou souhrou mezi přítomností a minulostí.
Sensemaking je ovlivněné známými informacemi, které získáme z okolí. Extrahované signály jsou známé struktury, které jedinci používají pro vypracování rozsáhlejšího smyslu toho, co se zrovna může dít. Jsou to střípky informací nebo zkušeností, které používáme jako výchozí bod pro vytváření smyslu celého obrazu. Tyto extrahované signály mohou být interpretovány mnoha způsoby, které jsou odvozeny od kontextu signálu. Weick používá slovo "semínko" jako metaforu zachycující neurčitou a otevřenou povahu sensemaking procesu.
Sensemaking je pravděpodobné, protože se točí kolem tvorby koherentního pochopení, které může upřednostnit pravděpodobnost nad přesností. Tento přístup bere na vědomí, že činnost jedinců vnímajících stejnou zkušenost plyne z jejich jedinečné interpretace dané zkušenosti. Tato jedinečná interpretace zahrnuje zkreslení nebo opominutí některých informací pro dosažení pravděpodobné srozumitelnosti, což vede k různým závěrům a chováním.